# Chay Genoway
Charles „Chay” Genoway (ur. 20 grudnia 1986 w Morden) – kanadyjski hokeista, reprezentant Kanady, olimpijczyk.
Jego brat Colby (ur. 1983) także został hokeistą.

## Kariera
- Pembina Valley Hawks U18 AAA (2001-2003)
- Winkler Flyers (2003)
- Shattuck St. Mary's 18U Prep (2003-2005)
- Vernon Vipers (2005-2006)
- University of North Dakota (2006-2011)
- Houston Aeros (2011-2013)
- Minnesota Wild (2012)
- Hershey Bears (2013)
- Dinamo Ryga (2014-2015)
- Spartak Moskwa (2015-2016)
- Jokerit (2015-2016)
- Łada Togliatti (2017-2018)
- Frölunda HC (2018-2019)
- Torpedo Niżny Nowogród (2019-2020)
- Awtomobilist Jekaterynburg (2020-2021)
- Brynäs IF (2021-2022)
- EC Red Bull Salzburg (2022-)

Wychowanek klubu Morden MHA w rodzinnym mieście. od 2006 do 2011 przez pięć sezonów grał w lidze akademickiej NCAA w barwach zespołu uczelnianego Uniwersytetu Dakoty Północnej, w tym w dwóch ostatnich latach był kapitanem drużyny. W kwietniu 2011 podpisał kontrakt wstępujący do rozgrywek NHL z klubem. W jego barwach rozegrał tylko jeden mecz, w sezonie NHL (2011/2012) w dniu 7 kwietnia 2012, a występował w tym czasie w zespole farmerskim, Houston Aeros, w rozgrywkach AHL. W czerwcu 2012 przedłużył kontrakt z Minnesotą o dwa lata. W marcu 2013 ogłoszono jego kontrakt z 	Washington Capitals, aczkolwiek od tego czasu grał w farmie, Hershey Bears, w AHL. Latem 2014 został zawodnikiem łotewskiego klubu Dinamo Ryga w rosyjskich rozgrywkach KHL. W czerwcu 2015 przeszedł do Spartaka Moskwa. W maju 2016 został graczem fińskiego Jokeritu, także w KHL. W czerwcu 2017 został hokeistą Łady Togliatti. W maju 2018 podpisał kontrakt ze szwedzkim klubem Frölunda HC z ligi SHL. W maju 2019 powrócił do KHL, wiążąc się umowę z Torpedo Niżny Nowogród. W maju 2020 został przetransferowany do Awtomobilista Jekaterynburg. Z końcem kwietnia 2021 odszedł z klubu. W lipcu 2021 ogłoszono jego transfer do Brynäs IF. Od czerwca 2022 zawodnik austriackiego EC Red Bull Salzburg.
W barwach Kanady uczestniczył w turnieju zimowych igrzysk olimpijskich w 2018.

## Sukcesy
Reprezentacyjne
- Brązowy medal zimowych igrzysk olimpijskich: 2018

Klubowe
- Mistrzostwo NCAA (WCHA): 2010, 2011
- Puchar Spenglera: 2016 z Team Canada
- Złoty medal mistrzostw Szwecji: 2019 z Frölunda HC
- Hokejowa Liga Mistrzów: 2019 z Frölunda HC

Indywidualne
- NCAA (WCHA) 2007/2008:
  - Drugi skład gwiazd
- NCAA (WCHA) 2008/2009:
  - Pierwszy skład gwiazd
  - Skład gwiazd akademików
  - Najlepszy defensywny zawodnik
- NCAA (Zachód) 2008/2009:
  - Drugi skład gwiazd akademików
- NCAA (WCHA) 2009/2010:
  - Trzeci skład gwiazd
- NCAA (WCHA) 2010/2011:
  - Pierwszy skład gwiazd
  - Pierwszy skład gwiazd Amerykanów
  - Skład gwiazd akademików
  - Skład gwiazd wszystkich rozgrywek
  - Najwybitniejszy student-atleta roku
  - Pierwszy skład Lowes Senior Class All-Americans
- KHL (2016/2017):
  - Mecz Gwiazd KHL
- KHL (2017/2018):
  - Mecz Gwiazd KHL
  - Najlepszy obrońca tygodnia - 2 marca 2018[16]
- Hokejowa Liga Mistrzów (2018/2019):
  - Pierwsze miejsce w klasyfikacji strzelców goli w przewagach: 46 gole
  - Pierwsze miejsce w klasyfikacji strzelców wśród obrońców: 6 goli
  - Pierwsze miejsce w klasyfikacji asystentów wśród obrońców: 10 asyst
  - Pierwsze miejsce w klasyfikacji kanadyjskiej wśród obrońców: 16 punktów
- Svenska hockeyligan (2018/2019):
  - Pierwsze miejsce w klasyfikacji kanadyjskiej wśród obrońców w fazie play-off: 13 punktów
- KHL (2019/2020):
  - Mecz Gwiazd KHL
- KHL (2020/2021):
  - Najlepszy obrońca miesiąca - wrzesień 2020[17]
  - Pierwsze miejsce w klasyfikacji średniego czasu gry w meczu wśród obrońców w fazie play-off: 25,59 min.